# Le Collecteur d'impôts
Le Collecteur d'impôts, ou Les Collecteurs d'impôts voire Le Receveur de la ville de Reymerswaele et son Aide, est une peinture à l'huile sur panneau de bois de chêne réalisée vers 1535, par le peintre flamand de la Renaissance Marinus van Reymerswale, qui fut actif à Anvers de 1530 à 1546. L'œuvre est conservée au département des peintures du musée du Louvre à Paris.

## Historique
Le motif du collecteur d'impôts succède à celui du peseur d'or, inauguré en peinture dès 1449 par Petrus Christus dans son portrait d'orfèvre recevant un couple (Un orfèvre dans son atelier, peut-être saint Éloi, Metropolitan Museum of Art, New York) et développé par Quentin Metsys dans Le Prêteur et sa Femme (musée du Louvre).
Le tableau est signalé à la National Gallery de Londres, par Benjamin Rivière, conservateur de la Bibliothèque municipale de Douai en 1897 alors qu'il était chargé de vendre pour une de ses connaissances un tableau du même sujet censé être absolument semblable à celui de Londres. Il est acquis par le musée du Louvre à la vente Sotheby de Monaco le  2 décembre 1988, par préemption en vente publique, à l’initiative de Michel Charasse, alors ministre du budget, pour dépôt au ministère des Finances, avant d'être renvoyé au musée du Louvre en 2001.

## Description
À gauche, un contrôleur âgé et calme, enregistre la contribution d'un individu, peut-être collecteur lui-même, dont le rictus narquois et la main crispée à côté des pièces de monnaie expriment toute la cupidité.
Le portrait du premier, sans doute Cornelis Danielsz, dont le nom apparait sur l'un des documents accumulés sur l'étagère et qui fut maire de Reimerswaal, s'oppose au caractère moral, ou immoral, du second.

## Analyse
Sous le couvert de costumes du siècle précédent, Marinus van Reymerswale s'inscrit dans le sillage stylistique de Quentin Metsys, dénonçant un usage de son époque. 
Portrait et scène de genre sont ici étroitement imbriqués, mais sans aucune référence explicite à la Vanité de la Richesse ou au message biblique, à l'inverse des précédents de Petrus Christus et Quentin Metsys.

## Exposition
Cette peinture est exposée dans le cadre de l'exposition Les Choses. Une histoire de la nature morte au musée du Louvre du 12 octobre 2022 au 23 janvier 2023, parmi les œuvres de l'espace nommé « Accumulation, échange, marché, pillage ».

## Variantes du sujet
- Un trésorier municipal et son garant financier ou Les Collecteurs d'impôts est une œuvre similaire du même peintre, laquelle est conservée également au musée du Louvre[5].
- The Money Changers, exemplaire du même peintre de la  Rhode Island School of Design Museum.
- Die beiden Steuereinnehmer, exemplaire de la Gemäldegalerie de Berlin de Quentin Metsys.

variantes du même peintre.
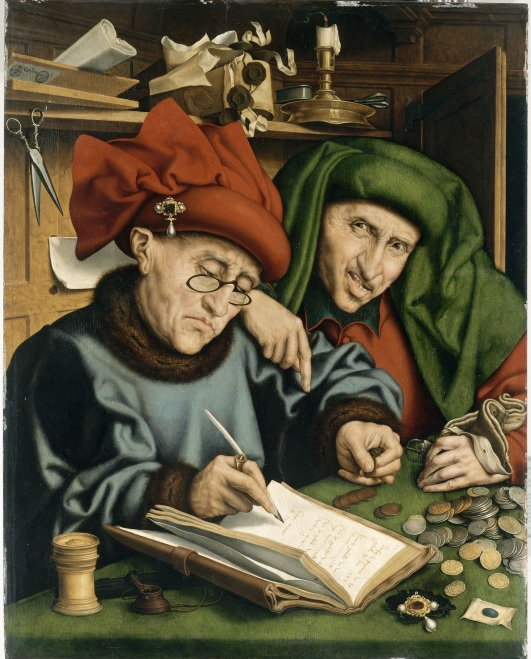
Les Collecteurs d'impôts également au Louvre.
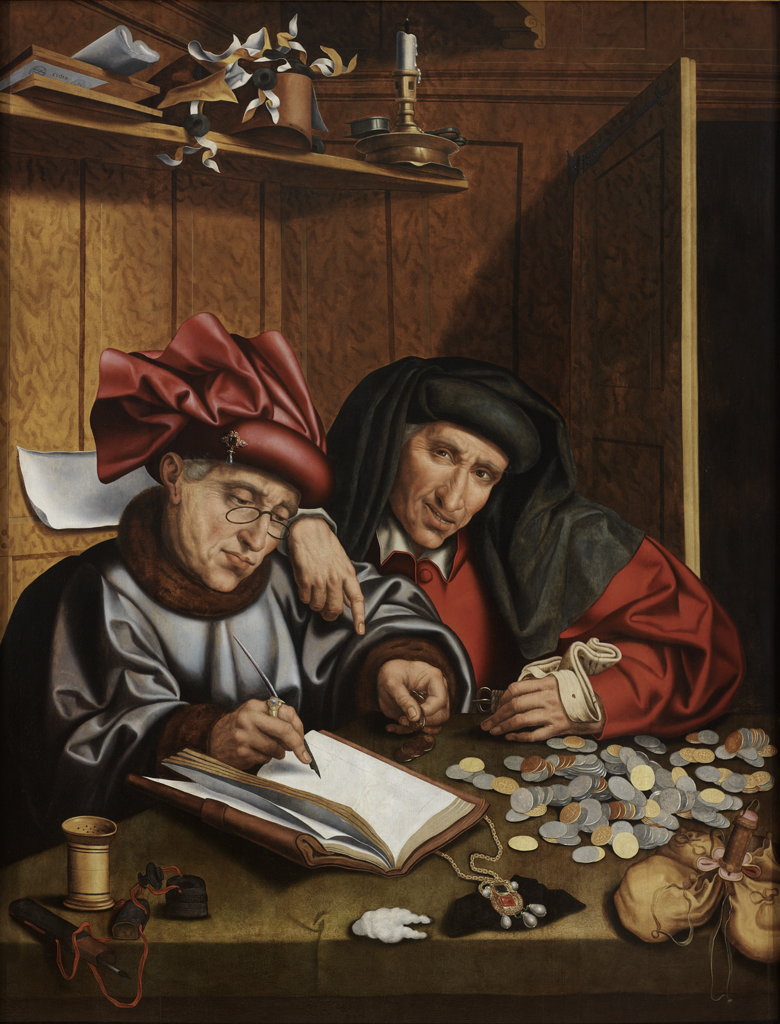
Exemplaire de la  Rhode Island School of Design Museum.
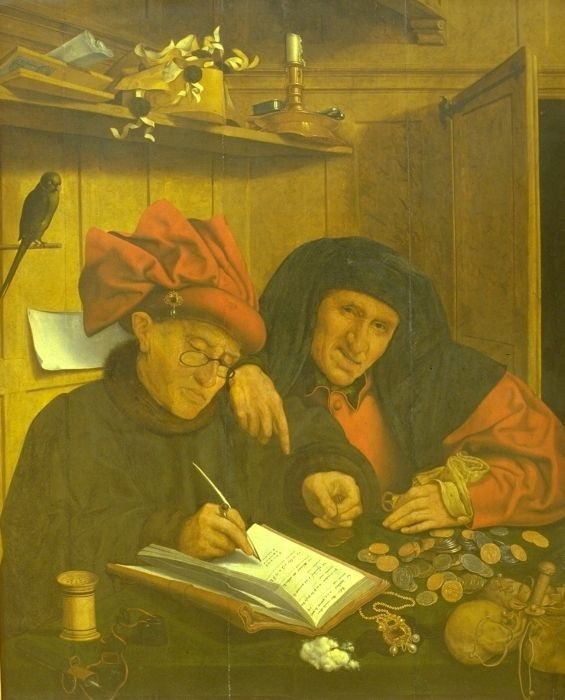
Exemplaire de la Gemäldegalerie de Berlin de Quentin Metsys.